# Shogunat Tokugawa
 (juin 2016).
Si vous disposez d'ouvrages ou d'articles de référence ou si vous connaissez des sites web de qualité traitant du thème abordé ici, merci de compléter l'article en donnant les références utiles à sa vérifiabilité et en les liant à la section « Notes et références ».
1603–1867
Entités précédentes :
- Époque Azuchi Momoyama

Entités suivantes :
- Empire du Japon

Le shogunat Tokugawa (徳川幕府, Tokugawa bakufu) est une dynastie de shoguns qui dirigèrent le Japon de 1603 à 1868. Le premier shogun de la dynastie fut Tokugawa Ieyasu et le dernier Tokugawa Yoshinobu. Leur règne est plus connu sous le nom d'époque d'Edo, du nom de la ville qu'ils choisirent pour capitale : Edo (aujourd'hui Tokyo) afin de s'éloigner de Kyoto, la capitale impériale.

## Histoire
Après la période Sengoku des « Nations en guerre », le gouvernement central avait été largement rétabli par Oda Nobunaga et Toyotomi Hideyoshi pendant la période Azuchi-Momoyama. Après la bataille de Sekigahara en 1600, l'autorité centrale tomba entre les mains de Tokugawa Ieyasu qui consolida le processus et reçut le titre de shogun en 1603. Ses descendants héritèrent de ce titre  et de la charge qui l'accompagnait jusqu'au XIXe siècle.
La période Tokugawa, à la différence des périodes de shoguns précédentes, était fondée sur la stricte hiérarchie des classes originellement établie par Toyotomi Hideyoshi. La classe guerrière des samouraïs (ou bushi) était au sommet, suivie de celles des fermiers, des artisans et des commerçants. L'ironie voulut que l'extrême rigueur du système de caste finisse à long terme par miner l'autorité de ces classes. Les taxes sur la paysannerie étaient constituées de montants fixes qui ne tenaient pas compte de l'inflation ou autre changement de la valeur monétaire. Le résultat fut que le revenu des taxes collectées par les samouraïs propriétaires terriens devint de plus en plus maigre. Cela conduisit à de nombreuses confrontations entre les nobles et appauvrit les samouraïs et les paysans aisés.
Vers la fin du XIXe siècle, l’empereur en titre, soutenu par une alliance des plus puissants daimyos, finit par faire chuter le règne des shoguns et reprendre le pouvoir après la guerre de Boshin. Le shogunat Tokugawa s'éteignit définitivement en 1868, avec l'abdication du 15e shogun, Tokugawa Yoshinobu, et la « Restauration » (大政奉還, Taisei hōkan) de la loi impériale.

## Gouvernement

### Les shoguns et leshan
Le « bakuhan taisei » était le système politique féodal en vigueur pendant la période Edo au Japon. Baku ou « tente » est l'abréviation de bakufu, « gouvernement de la tente » — c’est-à-dire le shogunat. Les han étaient les domaines dirigés par les daimyos.
Le système était féodal. Les vassaux tenaient leurs terres par succession, et devaient à leurs seigneurs armes et respect.
Le bakuhan taisei divisa le pouvoir féodal entre le shogunat à Edo et les domaines provinciaux dans le reste du Japon. Les provinces exerçaient une certaine souveraineté et étaient autorisées à administrer leur han de manière indépendante en échange de leur loyauté au shogun, qui était responsable des relations extérieures et de la sécurité nationale. Les shoguns et les seigneurs étaient tous deux des daimyos, des seigneurs féodaux avec leurs propres bureaucratie, politique et territoire. Le shogun administrait également le daimyō le plus puissant, le fief héréditaire de la Maison Tokugawa. Chaque niveau du gouvernement gérait son propre système de taxation.
Les shoguns avaient le pouvoir de se débarrasser des domaines, mais aussi de les annexer ou de les transformer. Le sankin-kotai est un système de résidence alternative qui voulait que chaque daimyo envoie sa famille en représentation et partage son temps entre son han et  Edo. L'énorme dépense générée par le sankin-kotai permettait au pouvoir central des nobles de renforcer les alliances et au shogun de s'assurer de la loyauté des provinces, dont chaque famille en représentation pouvait devenir un otage potentiel.
Les descendants de Togukawa s'assurèrent ensuite de cette loyauté en maintenant une insistance dogmatique sur la fidélité au shogun. Les fudai daimyo étaient les vassaux héréditaires de Ieyasu, considérés au même titre que leur propre descendant. Tozama ou « les autres », devinrent les vassaux d'Ieyasu après la bataille de Sekigahara. Shimpan ou « les parents », étaient des collatéraux de Hidetada Tokugawa. Au début de l'époque Edo, le shogunat considérait les tozama comme les moins loyaux ; le temps passant, les mariages stratégiques et l'enracinement du système firent des tozama les moins susceptibles de se rebeller. Finalement, c'est le grand tozama de Satsuma, Choshu et Tosa et dans une moindre mesure Hizen qui firent tomber le shogunat. Ces quatre états sont appelés les « Quatre clans de l'ouest » ou Satchotohi en abrégé.
Le nombre de han (environ 250) était fluctuant pendant la période Edo. Ils étaient classés selon leur taille, qui se mesurait au nombre de koku produits par le domaine chaque année. Un koku était la quantité de riz nécessaire pour nourrir un homme adulte pendant un an. Le nombre minimum pour un daimyo était de 10 000 koku ; le plus important, hormis celui du shogun, atteignait le million de koku.

### Le shogun et l'empereur
Malgré l'établissement du shogunat, l'empereur à Kyoto était toujours le chef légitime du Japon. L'administration du Japon (taisei) était une tâche confiée à la famille Tokugawa par la cour impériale de Kyoto, puis elle fut rendue à la cour lors de la restauration de Meiji.
Le shogunat nomma un agent de liaison, le Kyōto shoshidai, pour traiter avec l'empereur, la Cour et la noblesse.

### Le shogun et le commerce extérieur
Les affaires étrangères et le commerce étaient des monopoles du shogunat et dégageaient des profits énormes. Le commerce extérieur était également autorisé pour les fiefs de Satsuma et de Tsushima.
Les visites des bateaux nanban (littéralement « barbares du sud ») en provenance du Portugal furent au départ les principaux vecteurs d'échanges commerciaux, suivis par ceux des Hollandais, des Anglais et parfois des Espagnols.
À partir de 1600, le Japon commença à s'intéresser activement au commerce extérieur.En 1615, une mission d'ambassade et de commerce sous la direction de Hasekura Tsunenaga fut envoyée à travers le Pacifique en direction de la Nouvelle-Espagne sur un galion de facture japonaise, le San Juan Bautista. Jusqu'en 1635, le shogun délivra de nombreux permis pour les « bateaux au sceau rouge », destinés au commerce avec l'Asie.
Après 1635 et l'introduction des lois isolationnistes (sakoku), le départ des vaisseaux à destination du Japon vers l'étranger fut interdit, seuls les vaisseaux à destination du Japon en provenance de la Chine et des Pays-Bas furent autorisés.

## Les institutions du shogunat

### Lerōjūet lewakadoshiyori
Le rōjū était composé par les membres influents du shogunat. Ils supervisaient le ōmetsuke, le machibugyō, le ongokubugyō et les autres officiels, ils surveillaient les relations avec la cour impériale de Kyoto, les kuge (membres de la noblesse), les daimyos, les temples et les lieux saints, mais s'occupaient également des affaires comme la division des fiefs. En temps normal, quatre ou cinq hommes étaient chargés de la fonction, mais un seul était de service sur la base d'une alternance d'un mois. Ils s'entretenaient des affaires d'une importance particulière. Lors de la réforme administrative de 1867, la fonction fut supprimée au profit d'un système bureaucratique avec des ministères pour l'Intérieur, les finances, les relations extérieures, l'armée et la marine.
En principe, il y avait deux conditions pour être nommé au rōjū, être un fudai daimyo (par hérédité) et avoir un fief estimé à 50 000 koku au minimum. Néanmoins, il existait des exceptions aux deux critères. Beaucoup des candidats retenus provenaient de bureaux proches du shogun, comme le soba yōnin, le shoshidai de Kyoto, et le jōdai d'Osaka.
De manière arbitraire, les shoguns nommaient au poste de tairō (« grand ancien ») un membre du rōjū. La charge était réservée aux membres des clans de Ii, Sakai, Doi et Hotta, mais exceptionnellement, Yanagisawa Yoshiyasu obtint le statut de tairō. Parmi les tairō les plus célèbres, il y eut Ii Naosuke, assassiné en 1860 devant la porte de Sakurada du château d'Edo.
Le wakadoshiyori se situait juste en dessous du rōjū. Il était composé d'un groupe de six personnes (rokuninshû) (1633-1649). Le bureau prit son véritable nom et sa forme finale en 1662, mais composé alors de quatre membres. Leurs principales responsabilités étaient la gestion des affaires des hamamoto et des gokenin, les vassaux directs du shogun.
Certains shoguns désignaient un soba yōnin. Cette personne servait de liaison entre le shogun et le rōjū. Le soba yōnin prit de l'importance pendant la période du cinquième shogun de Tsunayoshi Tokugawa, quand un membre du wakadoshiyori, Inaba Masayasu, assassina Hotta Masatoshi, le tairō. Craignant pour sa vie, Tsunayoshi fit déplacer le rōjū dans une aile plus lointaine du château. Les plus célèbres des soba yōnin furent Yanagisawa Yoshiyasu et Tanuma Okitsugu.

### Leōmetsukeet lemetsuke
Les ōmetsuke et les metsuke étaient des officiels chargés des rapports au rōju et au wakadoshiyori. Les cinq ōmetsuke étaient chargés de la surveillance des affaires des daimyos, des membres de la noblesse et de la cour impériale. Ils devaient aussi tenter de découvrir les menaces de rébellions.
Très tôt dans l'époque Edo, des daimyos comme Yagyū Munefuyu dirigeaient ce bureau. Bientôt, cependant, cette fonction revint aux hatamoto ayant un classement de 5 000 koku ou plus. Afin de leur donner l'autorité nécessaire dans leurs transactions avec les daimyos, ils furent souvent classés à 10 000 koku et on leur donna le titre de kami (titre ancien, signifiant littéralement le "gouverneur d'une province"), par exemple le bizen-no-kami.
Avec le temps, la fonction de metsuke évolua et fut une des transmissions des ordres entre le shogunat et les daimyos. Elle fut aussi chargée de l'administration des cérémonies à l'intérieur du château d'Edo. Les ōmetsuke reçurent de nouvelles responsabilités comme la supervision des affaires religieuses et le contrôle des armes à feu.
Les metsuke, faisaient des rapports au wakadoshiyori, supervisaient les affaires des vassaux du shogun. Ils constituaient les forces de police pour les milliers de hatamoto et gokenin rassemblés à Edo. Les domaines provinciaux (han) avaient leur propre metsuke qui assurait de la même manière la police de leurs samouraïs.

### Lessan-bugyō
Les san-bugyō (littéralement "trois administrateurs") étaient le jisha, le kanjō et le machi bugyō. Les jisha bugyō avaient la position la plus élevée des trois. Ils surveillaient l'administration des temples bouddhistes (ji) et des lieux saints shinto (sha), nombre d'entre eux avaient un fief. Ils étaient aussi chargés de recevoir les plaintes de plusieurs provinces en dehors des huit provinces du Kanto. La charge revenait en principe à un daimyo ; Ōoka Tadasuke fut une exception.
Les kanjō-bugyō étaient proches dans les statuts. Les quatre tenants de cette charge faisaient leur rapport au rōjū. Ils étaient responsables des finances du shogunat.
Les machi-bugyō étaient les chefs des administrateurs de la ville d'Edo. Leurs rôles incluaient celui de maire, de chef de la police (et plus tard du département incendie), mais aussi celui de juge au pénal et au civil n'impliquant pas les samouraïs. Deux hommes (trois très brièvement), en principe des hatamoto, s'occupaient de cette fonction, en alternance tous les mois.
Trois machi bugyō sont devenus célèbres pendant le jidaigeki, Ōoka Tadasuke et Tōyama Kinshirō comme des héros et Torii Yōzō comme un scélérat.
Tous les san-bugyō siégeaient en un conseil appelé le hyōjōsho. Parmi ses attributions, il était responsable de l'administration du tenryō, supervisait le gundai, le daikan et le kura-bugyō, mais il devait également juger les affaires impliquant des samouraïs.

### Letenryō, legundaiet ledaikan
Le shogun possédait directement des terres un peu partout dans le Japon, connues sous le nom de bakufu chokkatsuchi. À partir de la période Meiji, le terme de tenryō en devint un synonyme.
En cumulant les terres que Ieyasu possédait avant la bataille de Sekigahara, celles gagnées à cette occasion et celles résultant des sièges d'été et d'hiver d'Osaka (à la fin du XVIIe siècle), le shogunat produisait alors quatre millions de koku. Plusieurs grandes villes comme Nagasaki et Osaka ainsi que des mines, notamment la mine d'or de Sado, furent elles aussi incluses dans ce tenryō.
Plutôt que de nommer un daimyo à la tête de ces possessions, le shogunat chargea des administrateurs de les gérer. Parmi les titres de ces administrateurs se trouvaient les gundai, les daikan, et les ongoku bugyō. Cette dernière catégorie incluait les machi bugyō d'Osaka, les machi-bugyō de Kyoto et de Sunpu ainsi que les Nagasaki bugyō. Les hommes désignés étaient des hatamoto.

## Liste des shoguns
| Rang | Nom                 | Dates de vie | Dates de règne |
| ---- | ------------------- | ------------ | -------------- |
| 1    | Ieyasu Tokugawa     | 1543-1616    | 1603-1605      |
| 2    | Hidetada Tokugawa   | 1579-1632    | 1605-1623      |
| 3    | Iemitsu Tokugawa    | 1604-1651    | 1623-1651      |
| 4    | Ietsuna Tokugawa    | 1641-1680    | 1651-1680      |
| 5    | Tsunayoshi Tokugawa | 1646-1709    | 1680-1709      |
| 6    | Ienobu Tokugawa     | 1662-1712    | 1709-1712      |
| 7    | Ietsugu Tokugawa    | 1709-1716    | 1713-1716      |
| 8    | Yoshimune Tokugawa  | 1684-1751    | 1716-1745      |
| 9    | Ieshige Tokugawa    | 1711-1761    | 1745-1760      |
| 10   | Ieharu Tokugawa     | 1737-1786    | 1760-1786      |
| 11   | Ienari Tokugawa     | 1773-1841    | 1787-1837      |
| 12   | Ieyoshi Tokugawa    | 1793-1853    | 1837-1853      |
| 13   | Iesada Tokugawa     | 1824-1858    | 1853-1858      |
| 14   | Iemochi Tokugawa    | 1846-1866    | 1858-1866      |
| 15   | Yoshinobu Tokugawa  | 1837-1913    | 1866-1868      |